# Buey de marzo
El buey de marzo era una antigua prestación o impuesto directo del Antiguo Régimen que pagaban los pecheros de la provincia de Álava, posiblemente relacionada con la marzazga o marzadga.

## Historia
Este impuesto lo percibía de los labradores y collazos el señor de un lugar en Álava, y era uno de los dos «pechos foreros» junto al «semoyo», o medio modio o moyo.
Se trataba de un tributo metálico que satisfacían los pecheros, en proporción a su fortuna, en cantidades que podían ser de diez, de cinco o de dos maravedís y medio anuales. El semoyo, por su parte, era un impuesto en especie anual de tres cuartas de trigo y tres de cebada.
Estos dos tributos se pagaban en un principio al señor; luego los pagaban los labradores que morasen en los suelos de los hijosdalgos cuando se pasó al realengo. Los labradores del señorío particular deberían pagar al rey y no a los señores estos tributos foreros.